# Leptocerus tineiformis
Leptocerus tineiformis is een schietmot uit de familie Leptoceridae. De soort komt voor in het Palearctisch gebied. De antennes zijn langer dan zijn lichaam en afwisselend wit en zwart van kleur. Volwassen vrouwtjes vliegen af op licht, waarbij meer vrouwtjes dan mannetjes worden aangetroffen.